# 엘킨스 파크

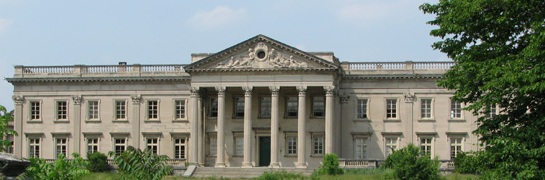
Lynnewood Hall, a 110-room, Gilded Age mansion, 1952-1998년까지 훼이스 신학교 건물로 사용되었다.

엘 킨스 파크(Elkins Park)는 미국 펜실베니아 몽고메리 카운티에 합병되지 않은 지역으로 필라델피아 북부 교외의 Cheltenham 과 Abington Townships 사이에 분할되어 있다.
도심에서 Cheltenham Avenue를 따라 약 7마일(11km) 떨어져 있다. 지역 철도의 중심지에서 4정거장 거리에 있다.
역사적으로 Elkins Park는 필라델피아의 20세기 초 비즈니스 엘리트의 고향이었다. 그 중에는 John B. Stetson , John Wanamaker , Henry W. Breyer , Jay Cooke , William Lukens Elkins 및 Peter AB Widener가 있다. 20세기 후반에 이곳은 Comcast의 공동 설립자인 Ralph J. Roberts와 백화점 체인의 설립자인 Gimbels 가족의 고향이었다.